# كاوني (وحدة)
الكاوني (بالإنجليزية: Cawnie)، هي وحدة قديمة من مساحة الأرض المستخدمة في تشيناي (مدراس سابقًا) في الهند. كانت تساوي تقريبًا 1.322 فدان. بمساحة 5349 مترًا مربعًا بوحدات النظام الدولي. بعد القياس المتري في الهند في منتصف القرن العشرين، أصبحت الوحدة قديمة. ومن المعروف أيضا باسم كاني، 1 كاني يساوي 57600 قدم مربع.

## روابط خارجية
"كاوني". الأحجام والدرجات والوحدات والمقاييس والتقويمات والتسلسل الزمني. مؤرشف من الأصل في 2023-05-28. اطلع عليه بتاريخ 2007-02-19.